# Refugi de Sorteny
El refugi de Sorteny, també anomenat Borda de Sorteny és un refugi de muntanya de la Parròquia d'Ordino (Andorra) a 1.965 m d'altitud i situat prop del riu de Sorteny, just a sobre de la pleta.
El cami surt de l'aparcament de la carretera de Sorteny, just al pont de Puntal que és tancat amb una barrera del nou Parc Natural de Sorteny. Seguint la pista a peu s'hi arriba en poc més de 30 minuts.
És una antiga borda transformada en refugi i és propietat del Comú d'Ordino.